# شهر گمشده زی (فیلم)
شهر گمشدهٔ زی (به انگلیسی: The Lost City of Z) فیلمی‌ زندگی‌نامه‌ای، ماجراجویانه و دراماتیک با سناریو و کارگردانی جیمز گری محصول سال ۲۰۱۶ میلادی است. این فیلم از روی کتابی به همین نام نوشتهٔ دیوید گرن و براساس ماجراجویی واقعی پرسی فاست جهانگرد و کاوشگر بریتانیایی -که در ۱۹۲۵ میلادی در پی اکتشاف شهر گمشده زی در جنگل‌های آمازون مفقود شد- ساخته شده‌است. چارلی هونام در نقش پرسی فاست، رابرت پتینسون در نقش همکار پرسی، هنری کاستین، سیه‌نا میلر در نقش همسر پرسی فاست و تام هالند در نقش پسر پرسی، جک فاست به ایفای نقش می‌پردازند. فیلم‌بردار شهر گمشده زی، داریوش خنجی ایرانی‌تبار می‌باشد. مجله تایم این فیلم را به عنوان یکی از ۱۰ فیلم برتر سال ۲۰۱۷ معرفی کرد.
شهر گمشده زی نامی است که توسط کلنل انگلیسی، پرسی هریسون فاست، به شهری که به گمان او در جنگل‌های ماتو گروسو وجود داشت گفته می‌شود. فاست بر اساس اکتشافات خود در رود آمازون به این نتیجه فرضی رسید که تمدنی مدرن در این منطقه وجود داشته‌است و خرابه‌های آن بایستی تا به امروز جان سالم به در برده باشند. فاست در ین زمان مدرکی یافت که به دستنویس ۵۱۲ مشهور بود و توسط براندیرانت ژاو دا سیلویا گویماراس نوشته شده بود که در طول سال ۱۷۵۳ او خرابه‌هایی از شهری باستانی را کشف نمود که شامل طاق مجسمه و یک معبد بوده‌است. شهر با جزئیات فراوانی بدون آنکه محل آن توصیف شده بود. شهر مقصد جدیدی برای کاوش‌های فاست در پی شهر گمشده زی شد. او در کتاب کاوش‌های خود در بارهی این کاوشهای در منطقه سراتو در باهیا به آن اشاره نموده‌است.
هنگامی که فاست برای پیدا نمودن شهر زی آماده می‌شد جنگ جهانی اول آغاز شد. در ۱۹۲۰ او تلاش نمود به صورت شخصی بدنبال شهر زی برود ولی با ابتلا به تب در میانه راه حیوانات خود را کشت و به کاوش خاتمه داد. تا آنکه در تلاشی دیگر در سال ۱۹۲۵، فاست به همراه پسرش جک و دوستش رالی ریمل در جنگل‌های ماتو گروسو گم شدند.
دیوید گران در نیویورکر مقاله‌ای با عنوان «شهر گمشده زی» (۲۰۰۵) چاپ کرد که بعداً به کتابی با نام شهر گمشده زی (۲۰۰۹) بسط داده شد که این فیلم اقتباسی از آن است تهیه‌کننده این فیلم برد پیت است. در ابتدا قرار بود که خود برد پیت بازیگر نقش اصلی باشد، اما به علت مشکلات برنامه‌ریزی به گروه تولید پیوست.

## داستان
پرسی فاست، سرگرد ارتش بریتانیا، مامور می‌شود از محلی در مرز بولیوی و برزیل نقشه‌کشی کند. او سفر خطرناک و پرماجرایی را به دل جنگل‌های آمازون انجام می‌دهد و متوجه می‌شود برخلاف تصور همگان یک تمدن باستانی در ناشناخته ترین قسمت کره زمین وجود دارد. او برای اثبات این ادعا، در حالیکه همه با او مخالفند، باری دیگر به دل جنگل‌های آمازون می‌زند و با خطرهای زیادی روبرو می‌شود.

## بازیگران
- چارلی هونام در نقش پرسی فاست
- رابرت پتینسون در نقش سردار هنری کاستین
- تام هالند در نقش جک فاست
- ادوارد اشلی در نقش سرهنگ آرتور مانلی
- سیه‌نا میلر در نقش نینا فاست
- انگوس مکفادین در نقش جیمز موری
- کلیو فرانسیس در نقش جان اسکات کلتی
- ایان مک‌دیارمید در نقش جورج گلدی
- فرانکو نرو در نقش بارون دو گوندوریز
- هری ملینگ در نقش ویلیام بارکلی
- جان سَـکویل در نقش سیمون بوکلرک
- مورای ملوین در نقش جیمز برنارد

## انتشار
این فیلم برای اولین بار در تاریخ ۱۵ اکتبر ۲۰۱۶ در جشنواره فیلم نیویورک اکران شد و در تاریخ ۱۴ آوریل ۲۰۱۷ در ایالات متحده آمریکا اکران شد.

## جوایز

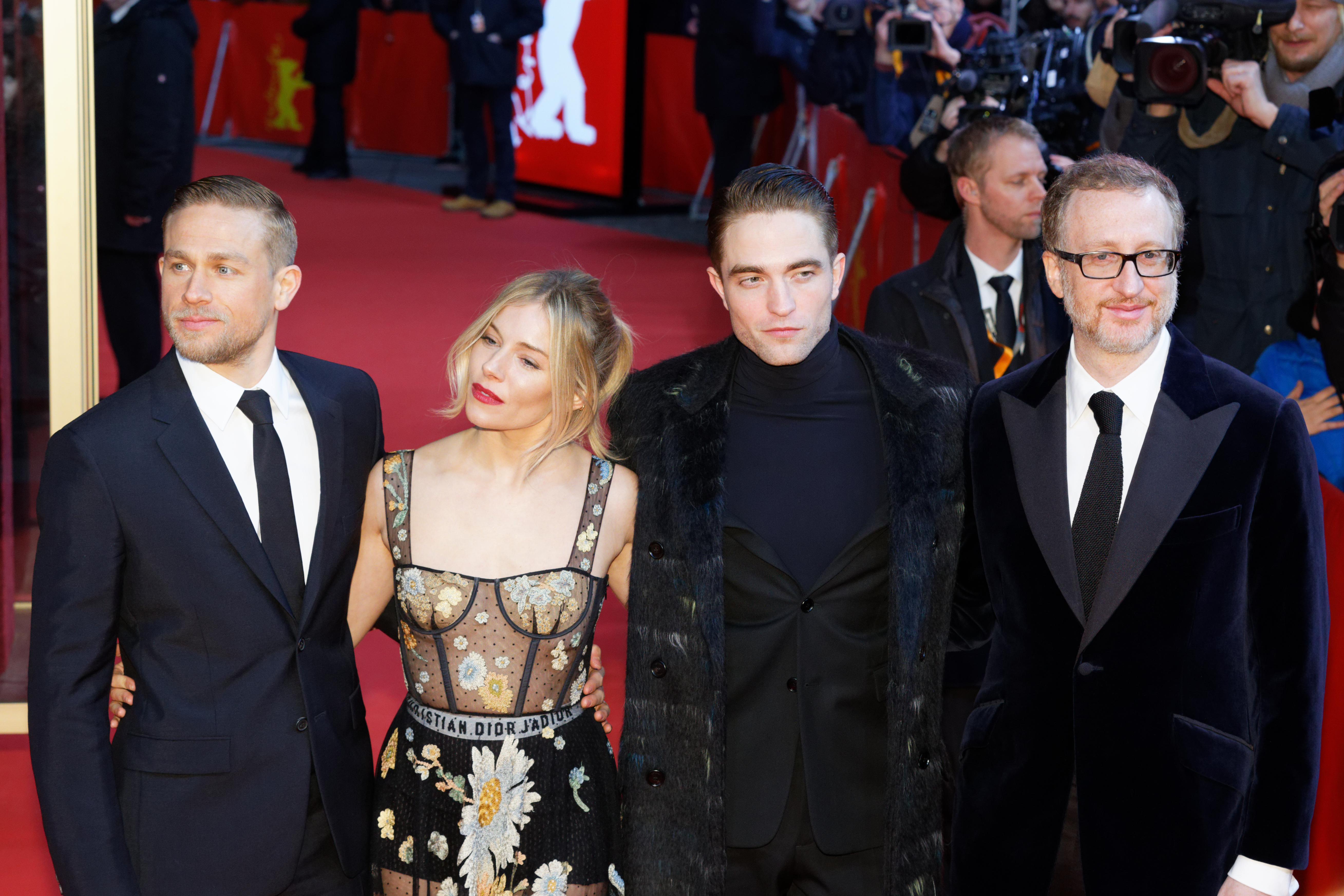
از چپ به راست: هونام، میلر، پتینسون و گری در فرش قرمز شهر گمشده زد در جشنواره بین‌المللی فیلم برلین سال ۲۰۱۷

| تاریخ          | جایزه                         | دسته‌بندی                     | دریافت کننده(ها) | نتیجه    |
| -------------- | ----------------------------- | ---------------------------- | ---------------- | -------- |
| ۲۶ فوریه ۲۰۱۷  | جشنواره بین‌المللی فیلم دوبلین | بهترین فیلمنامه              | جیمز گری         | پیروز    |
| ۲۳ دسامبر ۲۰۱۷ | حلقه منتقدان فیلم فلوریدا     | بهترین فیلمنامه اقتباسی      | جیمز گری         | نامزدشده |
| ۲۸ ژانویه ۲۰۱۸ | حلقه منتقدان فیلم لندن        | بهترین بازیگر بریتانیایی سال | تام هالند        | نامزدشده |
| ۲۸ ژانویه ۲۰۱۸ | حلقه منتقدان فیلم لندن        | بهترین فیلم‌برداری            | داریوش خنجی      | نامزدشده |
| ۲۸ دسامبر ۲۰۱۷ | جامعه آنلاین منتقدان فیلم     | بهترین فیلمنامه اقتباسی      | جیمز گری         | نامزدشده |
| ۲۸ دسامبر ۲۰۱۷ | جامعه آنلاین منتقدان فیلم     | بهترین فیلم‌برداری            | داریوش خنجی      | نامزدشده |
| ۱۰ فوریه ۲۰۱۸  | انجمن منتقدان فیلم سن دیگو    | بهترین فیلمنامه اقتباسی      | جیمز گری         | نامزدشده |
| ۱۰ فوریه ۲۰۱۸  | انجمن منتقدان فیلم سن دیگو    | بهترین فیلم برداری           | داریوش خنجی      | نامزدشده |